# Castelo Ackergill

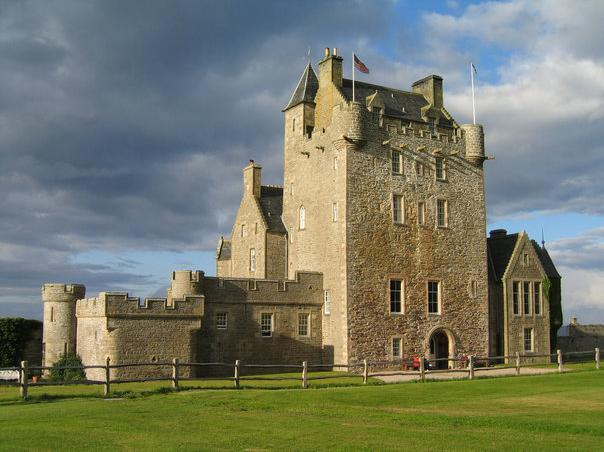
Castelo Ackergill, Escócia.

O Castelo Ackergill (ou Torre Ackergill (em língua inglesa Ackergill Tower) é um castelo localizado em Wick, Caithness, Escócia. Foi construído no século XVI e encontra-se protegido na categoria A do listed building, desde 13 de abril de 1971. Actualmente, o castelo funciona como local para eventos e casamentos e é operado pela AmaZing Venues.

## História

### Primeiros anos
O Clã Keith, sob a liderança de John Keith de Inverugie, herdou as terras de Ackergill em 1354 da família Cheynes. A Torre de Ackergill pode ter sido construída pelo seu filho, mas a sua primeira referência surge em 1538.
Há uma lenda que conta a história de uma jovem chamada Helen Gunn, que foi raptada por John Keith por ser tão bonita. Diz-se que se terá atirado ou caído da torre mais alta do castelo para fugir aos avanços do seu sequestrador. Supostamente, algumas pessoas ainda vêm o fantasma dela. Esta história terá acontecido em finais do século XIV ou inícios do século XV e diz-se que terá dado início à zanga entre os clãs Gunn e Keith. Foi o motivo que levou à Batalha dos Campeões, em 1478 ou 1464, que se tratou de um combate jurídico e levou os Keith a massacrar os Gunn na capela da St. Tear (ou Tayre), a este da aldeia.

### Keiths e Sinclairs
Em 1547, os Sinclairs de Girnigoe atacaram e capturaram o castelo. Maria de Guise, na altura regente da Escócia, reverteu a conquista dos Sinclair e devolveu Ackergill aos Keith. Mais tarde, nomeou Laurence Oliphant, 4º Senhor Oliphant como zelador de Ackergill em 1549. Os Sinclair voltaram a capturar o castelo em 1556, mas a sua conquista foi novamente revertida.
Em 1593, Robert Keith, irmão de William Keith, 6º Conde Marischal (o dono legítimo do castelo), capturou Ackergill à força, acto que o levou a ser declarado rebelde, e o castelo foi devolvido ao conde. Em 1598, outro Keith, chamado John Keith de Subster, atacou o castelo à noite, o que apanhou os seus ocupantes desprevenidos, e conseguiu conquistá-lo.
Em 1612, os Sinclair voltaram a adquirir a Torre Ackergill, mas, desta vez, recorrendo a meios legais, quando esta foi vendida ao conde de Caithness pelo conde Marischal. No entanto, em 1623, foi novamente atacada quando foi cercada por Sir Robert Gordon durante a sua zanga com George Sinclair, 5º Conde de Caithness. Os Sinclair renderam o castelo antes de o ataque começar.
É possível que, em 1651, Oliver Cromwell tenha utilizado a Torre de Ackergill para abrigar as suas tropas durante o cerco do Castelo de Dunnottar, dos Keith, na altura em que andava a perseguir as Jóias da Coroa da Escócia. Em 1676, John Campbell, 2º Conde de Breadalbane e Holland, reclamou posse da Torre de Ackergill como pagamento das dívidas que os Sinclair tinham para com ele.

### História recente
John Campbell colocou a Torre de Ackergill à venda em 1699, e esta foi adquirida por Sir William Dunbar de Hempriggs. Os Dunbar renovaram extensivamente o castelo, incluindo o aumento da torre. Em meados do século XIX foram realizadas mais renovações, incluindo uma uma casa de abrigo construída pelo arquitecto David Bryce para George Sutherland Dunbar, 7º Senhor Duffus. Permaneceu na posse dos Dunbar de Hempriggs até 1986, altura em que foi vendido. O castelo foi renovado ao longo de um período de dois anos e, depois, abriu como um hotel exclusivo e local de negócios. A torre voltou a ser vendida em 2009 e os seus novos donos, a empresa AmaZing Venues, que pertence à Clarenco LLP, conseguiu uma classificação de cinco estrelas em 2012, depois de gastar 2 milhões de libras no melhoramento das instalações.